# Округ Бел (Кентаки)
Округ Бел (енгл. Bell County) је округ у америчкој савезној држави Кентаки.

## Демографија
По попису из 2010. године број становника је 28.691, што је 1.369 (-4,6%) становника мање 2000. године.
| Група             | 2000.          | 2010.          |
| Белци             | 28.740 (95,6%) | 27.297 (95,1%) |
| Афроамериканци    | 720 (2,4%)     | 644 (2,2%)     |
| Азијати           | 105 (0,3%)     | 78 (0,3%)      |
| Хиспаноамериканци | 194 (0,6%)     | 198 (0,7%)     |
| Укупно            | 30.060         | 28.691         |